# Állattemető (regény)
Az Állattemető (Pet Sematary) Stephen King amerikai író 1983-ban megjelent regénye. Magyarul először az Európa Könyvkiadónál jelent meg a regény, Szántó Judit fordításában, 1993-ban. 2019-ben Kedvencek temetője címmel jelent meg szintén az Európa Könyvkiadónál Szántó Judit eredeti fordításában.

## Cselekmény
|  | Alább a cselekmény részletei következnek! |

Az Állattemető a Creed család – Louis, Rachel, Ellie és Gage – történetét meséli el, akik a Maine állambeli Ludlow-ba költöznek. Új otthonuk egy forgalmas út mentén fekszik… és az úgynevezett Állattemető szomszédságában, ahol mindazok a háziállatok találnak végső nyugalomra, akik a forgalmas úton lelték halálukat. Amikor a család macskája, Church hasonlóan szomorú sorsra jut, Jud Crandall, Creedék szomszédja mesél Louisnak egy másik, egy ősi indián temetkezési helyről az Állattemető mögött. Ez a hely abban különbözik a hagyományos Állattemetőtől, hogy az ide temetett kedvencek mindig visszatérnek az élők sorába. Louis úgy dönt, hogy Church-öt ide temeti, és a macska vissza is tér. Kissé másképp viselkedik ugyan, mint korábbi életében – bűzlik és patkányokat visz a házba –, de ettől eltekintve a régi jó Church-ről van szó.
Így aztán, amikor Creedék kisfiát, Gage-t hónapokkal később tragikus módon elüti egy kamion, a gyászoló apa nem lát más kiutat, hogy megbirkózzon ezzel a szörnyű eseménnyel: a mikmek indiánok rejtélyes temetkezési helyén földeli el a kisfiút, és reménykedik abban, hogy visszatér, ahogyan Church is visszatért.
Az Állattemető fő témája az élet, a halál, a remény és a gyász, de egyben egy barátság története is. Louis és Jud közeli barátokká válnak – de végül is Jud az, aki javasolja a férfinak, hogy az Állattemetőn túl ássa el Church-öt. Később ugyan mindenáron megpróbálja lebeszélni Louist arról, hogy elgondolkozzon azon, hogy a fiát is ott temesse el, de végeredményben ő volt az, aki megemlítette neki az ősi temetkezési helyet, és ezzel együtt kell élnie.
A mű több helyütt klasszikus tabutémákat érint, és át is lépi a hagyományosnak mondható határokat.
|  | Itt a vége a cselekmény részletezésének! |

## Érdekességek
A regény a szerző egyik leglehangolóbb műve. Ő maga is többször beismerte interjúkban, hogy egy időre félre kellett tennie a félkész kéziratot, mert úgy érezte, túl messzire merészkedett.
Valójában több történést, benyomást is felhasznált a regény megírása során. Így valóban létezett egy a könyvben leírt állattemetőhöz hasonló hely Orringtonban, ahol King a hetvenes évek végén megírta a könyvet. King lányának Smuckey nevű macskáját szintén egy teherautó ütötte el. Fia pedig állítólag hajszál híján ugyanerre a sorsa jutott néhány hónappal később.
A regényben King többször említést tesz a The Ramones nevű punk-együttesről, amely később írt egy Pet Sematary című számot, amelyet a regényből készült filmhez is felhasználtak.
A regény címében a sematary szó szándékos félrebetűzés eredménye (helyesen: cemetery).
Az 1989-es filmváltozatban az író is megjelenik, mint Creed család bejárónőjét temető pap.

## Magyarul
- Állattemető; ford. Szántó Judit; Európa, Bp., 1993
- Kedvencek temetője; ford. Szántó Judit; Európa, Bp., 2019

## Filmváltozat
A Kedvencek temetőjét 1989-ben Mary Lambert rendezte. Főszereplői: Dale Midkiff, Fred Gwynne, Denise Crosby.
A regény második filmadaptációját 2019-ben Kevin Kolsch és Dennis Widmeyer rendezte. Főszereplői: Jason Clarke, John Lithgow, Amy Seimetz.